# 何達平
何達平（1945年—），汉族，出生於江蘇省揚州人。現任江蘇沙鋼集團淮鋼特鋼股份有限公司董事長、總裁及党委书记。全国第十、十一届人大代表，全国劳动模范、全国“五一”劳动奖章获得者，享受国务院特殊津贴，教授级高级工程师，全国科技进步二等奖获得者。

## 生平
在1971年，委任清江钢铁厂所有工作，包括技术员、电工班班长、车间主任、炼钢厂厂长、公司副总经理等若干工作，成為今天管理層至今。至於公職方面有第十届全国人民代表大会江苏代表团代表。畢業於苏州电力学校。

## 相關連結
- 淮钢集团董事长何达平：钢花为党绽放 cctv.com （页面存档备份，存于）